# De Warande (Budel-Dorplein)

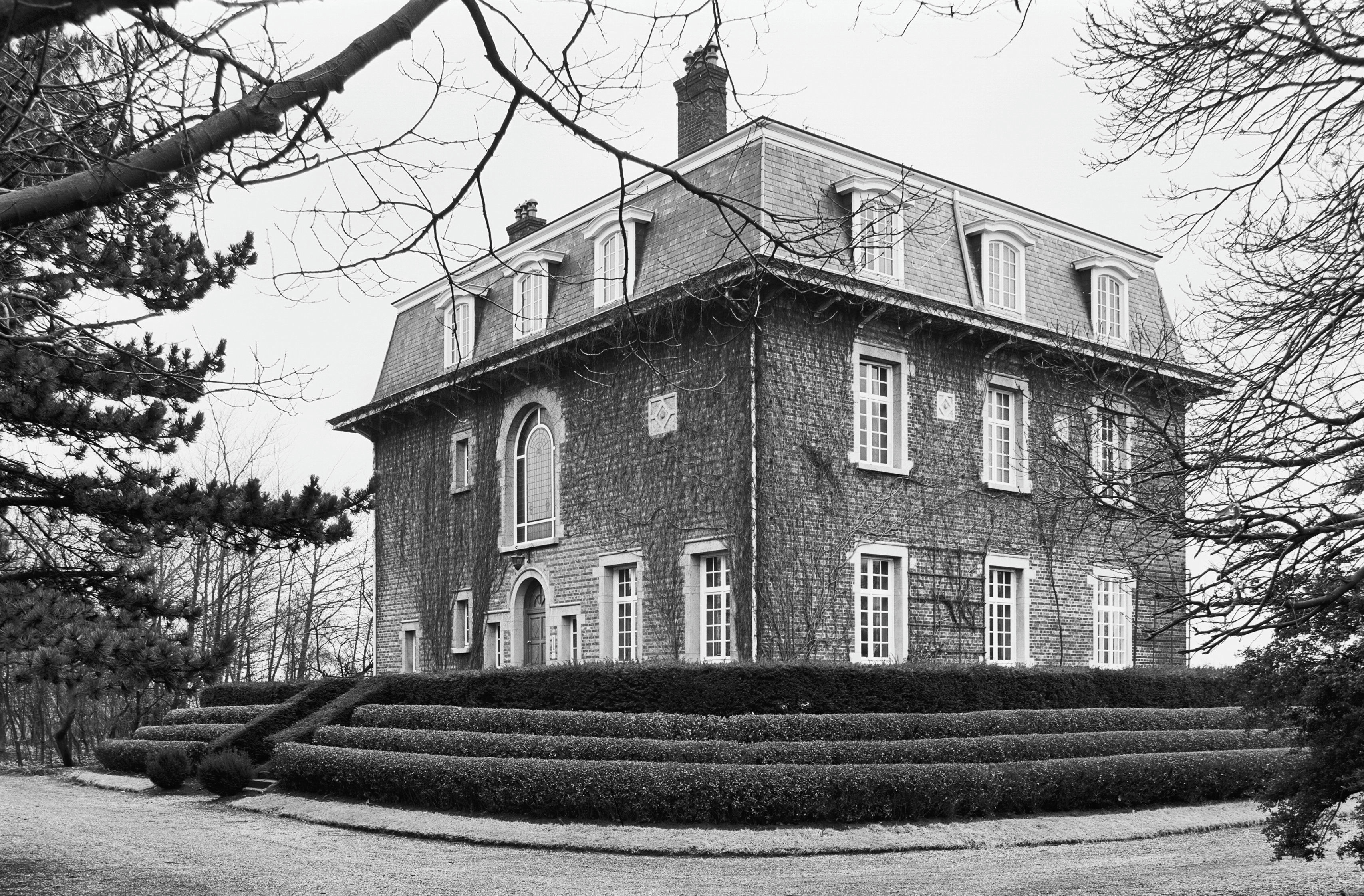
Villa De Warande in 1980

De Warande is een villa omgeven door een 2,7 hectare groot park in Budel-Dorplein, een dorp in de Nederlandse gemeente Cranendonck, provincie Noord-Brabant. Het landhuis kijkt uit op natuurgebied het Ringselven.
Het huis uit 1926 is ontworpen door de Brusselse architect De Koning in de stijl van een negentiende-eeuws Belgisch landhuis. Het diende als directeurswoning en maakte deel uit van het fabrieksdorp dat vanaf 1892 was opgezet door de Waalse gebroeders Dor ten behoeve van een door hen opgerichte zinkfabriek. Het park rond De Warande is deels aangelegd als Franse tuin, er is een tennisbaan en een oranjerie. Huis en park worden soms gebruikt voor bruiloften, tentoonstellingen, en culturele activiteiten. Het park is opengesteld voor recreanten. Het huis staat sinds 2001 ingeschreven in het Rijksmonumentenregister.
De Warande is sedert 2007 eigendom van de familie Hannen.